# Pedro Luna
Pedro Luna Pérez (Los Ángeles, Chile, 19 de octubre de 1896 - Viña del Mar, Chile, 18 de diciembre de 1956) fue un pintor artista plástico chileno. Uno de los miembros más emblemáticos de la generación del trece.

## Vida
A los 14 años viajó a Santiago para estudiar en la Escuela de Bellas Artes. Dada su afición a la música también realizó estudios de Piano y Órgano. Viajó a Europa a continuar sus estudios, estableciéndose en Roma durante dos años y luego en España.
Su pintura está basada en paisajes con temas de la vida común. Entre sus obras abundan paisajes campesinos, de vida bohemia y temas costumbristas, plasmados en óleos y acuarelas.
De vuelta en Chile se radicó en Viña del Mar, donde sus problemas con el alcoholismo y su precaria situación económica, lo hacían vender sus obras a muy bajos precios con el fin de subsistir. Murió aquejado de un cáncer en 1956.
En años posteriores a su muerte, sus obras llegaron a obtener un amplio conocimiento tanto en Chile como en el extranjero.